# Енцо Кончина
Енцо Кончина (англ. Enzo Concina, нар. 21 червня 1962, Прато-Карніко) — італійський та канадський футболіст, що грав на позиції захисника за низку італійських клубних команд, а також за національну збірну Канади. По завершенні ігрової кар'єри — тренер.

## Клубна кар'єра
Народився 21 червня 1962 року в італійському Прато-Карніко. Дитиною емігрував з родиною до Канади. Там грав у футбол за команду «Торонто Італія».
1982 року на запрошення представників клубу «Равенна» повернувся до Італії, де грав за цю команду протягом двох сезонів у четвертому італійському дивізіоні. 
1984 року перейшов до третьолігової «Павії», а за два роки став гравцем «П'яченци». У першому ж сезоні в новій команді допоміг їй виграти третій дивізіон і наступні два сезони відіграв на рівні Серії B.
Протягом сезону 1989/90 на тому ж рівні грав за «Монцу», після чого грав за «Нолу» у третьому і за «Форлі» у четвертому італійських дивізіонах.
Завершував ігрову кар'єру в Канаді, у команді «Монреаль Імпакт», за яку провів 10 матчів протягом 1994 року.

## Виступи за збірну
1988 року дебютував в офіційних матчах у складі національної збірної Канади. Був у її складі учасником розіграшу Золотого кубка КОНКАКАФ 1993 року.
Викликався до збірної протягом щести років, проте провів у її формі за цей час лише 4 матчі, забивши 1 гол.

## Кар'єра тренера
Розпочав тренерську кар'єру, повернувшись до футболу після тривалої перерви, 2010 року, увійшовши як асистент з такики до тренерського штабу Вальтера Маццаррі в італійському «Наполі».
Згодом протягом 2014–2015 років був асистентом головного тренера в американському «Ді Сі Юнайтед» та канадському «Монреаль Імпакт».